# 単伯
単伯（ぜんはく）は、春秋時代の東周の王室の卿士。単の君主で名は不詳。
紀元前693年（周の荘王四年、魯の荘公元年）夏、単伯は荘王の娘を斉の襄公への降嫁を見送った。